# 장처
장처(중국어: 张策, 병음: Zhang Ce, 한자음: 장책, 1991년 9월 12일 ~ )는 중화인민공화국의 바둑 기사이다. 산시성 시안시 출신으로 중국기원 소속의 4단이다.

## 경력
산시성 시안시에서 태어났다. 2005년 프로 바둑에 입단했다. 2007년 2단을 거쳐 2008년에 3단으로 승단했다. 2017년 제3회 몽백합배 세계 바둑 오픈전 예선에서 최문용 6단에게 승리했지만 셰허 9단에게 패해 탈락했다. 2017년에 5단으로 승단했다.